# Mundia Sikatana
Mundia Sikatana (* 6. März 1938; † 14. Juni 2012 in Lusaka, Sambia) war ein Politiker in Sambia.
Mundia Sikatana war Rechtsanwalt. Er war Gründungsmitglied des Movement for Multiparty Democracy und ein Berater von Präsident Frederick Chiluba. Sikatana war seit 2001 Mitglied in der Nationalversammlung Sambias und war Landwirtschaftsminister in Sambia während der ersten Präsidentschaft von Levy Mwanawasa. Er hatte für die Regierung Sambias 2002 die Nahrungsmittelhilfe des Welternährungsprogramms abgelehnt, da sie gentechnisch veränderten Mais enthielt, der im Land als Saatgut verwendet worden wäre. Mit diesem Thema fand er ein weltweites Echo. Im Oktober 2006 übernahm er das Außenministerium in Sambia.
Sikatana starb am 14. Juni 2012 im Universitätskrankenhaus von Lusaka.